# 麥道MD-11
麥道MD-11（McDonnell Douglas MD-11），或称为波音MD-11（Boeing MD-11）是一款由麥克唐納-道格拉斯所生產、配置有3具發動機的廣體客機，其設計源自DC-10客機，但其機身、翼展則比DC-10長，機翼的兩端也加裝了小翼，而翼切面的設計也得以改良。MD-11提供了新引擎供買家選擇，在物料上使用了更多的複合材料，駕駛艙的設備也全面數位化。但油耗效益不好，銷售量不佳，最終只售出兩百架。在進入21世紀後，各家航空公司所操作的MD-11已經完全退出客運用途，大部分的MD-11都被以聯邦快遞為主的航空貨運業者收購，改裝為貨機使用。

## 歷史
MD-11計劃於1986年12月30日首度亮相。沿襲自DC-10型客機，MD-11也是三引擎設計。開始時共從12家航空及租賃公司中接到92架訂單。首批MD-11於1988年3月9日起開始組裝，並於1990年1月10日以一架MD-11F貨機作首度試飛，至同年11月8日取得FAA的認證。首架MD-11客機於1990年12月7日交付予芬蘭航空，並於12月20日首度載客，該航班從赫爾辛基出發，前往加那利群島的特內里費島。但不久之後，MD-11的問題開始出現，包括其續航距離、耗油量等方面的表現均未如理想。雖然麥道公司針對以上問題改良，但仍然使MD-11聲譽受到影響。當中包括新加坡航空取消20架MD-11的訂單，改為購買空中巴士A340。
在麥道於1997年被波音收購後，MD-11客機也在不久後停產。根據波音的說法，當時的市場並不足於保證MD-11能繼續生產，同時在不少同廠及其他同類產品的競爭下，諸如波音777及A330/A340，以及雙引擎客機的營運成本較三引擎為低，使得MD-11的銷售量大減，更有三分之一的訂單最終取消。可是，波音並沒有即時關閉MD-11的生產線，因為當時波音欠缺像MD-11般級數的貨機產品。因此，波音仍然以加州長灘（Long Beach）廠房生產MD-11貨機。最後一架出廠的MD-11貨機於2001年2月22日交付予德國漢莎航空。
麥道公司原先預計可銷售300多架MD-11，但最後只建造了200架。在MD-11於2001年2月停產前，全數MD-11均在原麥道位於長灘（Long Beach）的產品廠房組裝。
荷蘭皇家航空是世界上最後一家使用MD-11客機的航空公司，曾主要營運從荷蘭往來中南美、阿魯巴島、庫拉索、荷屬聖馬丁等殖民地航線。其MD11客機已於2014年10月25日作最後一次常規載客服務（KL672，從蒙特利爾到阿姆斯特丹史基浦機場）。
值得注意的是，由於MD-11以DC-10為基礎改良而成（而非全新開發），因此其生產線編號從447起首，以承接前型DC-10從1-446的生產編號。

## 營運商
美國航空和達美航空的洲際航班曾於1990年代使用MD-11，其後把它們售予聯邦快遞。目前正在商业运营MD-11货機（商业客运的MD-11已全数退役）的航空公司共有聯邦快遞、漢莎货運、聯合包裹服務、沙特阿拉伯航空货运（全数封存中）等；此外，MD-11亦獲一些非主流的貨運航空公司採用。
MD-11共出產了五個版本，有客機及其延程型（-ER）、全貨機（-F）、可改裝貨機（-CF）、及客貨兩用機（-C），其中在客貨兩用機中，上層分為客艙及貨艙，而下層則為全貨艙。
MD-11可載285至410人，視乎其編排而定。一架滿載的MD-11客機（285人）可續航7,630海里（12,270公里）。

### 軍用版本的研究
與前型DC-10不同，MD-11計劃一開始只專注於民航市場，而沒有嘗試開發軍用版本。而在2000年代，由於澳洲皇家空軍的波音707空中加油機暨行政專機日漸老化，急需尋求替代機種。當局決定訂購全新的空中巴士A330 MRTT，成為該型號加油機的啟動客戶。後來，有軍事專家提議澳洲應引進更大型的加油機，當中改裝MD-11為其中一個可行方案選擇，但在有關建議書中最後建議使用波音747-400改裝加油機，而當局並無接納建議。亦因如此，MD-11軍用版本僅為紙上研究，從未投入實際設計階段。

## 性能规格

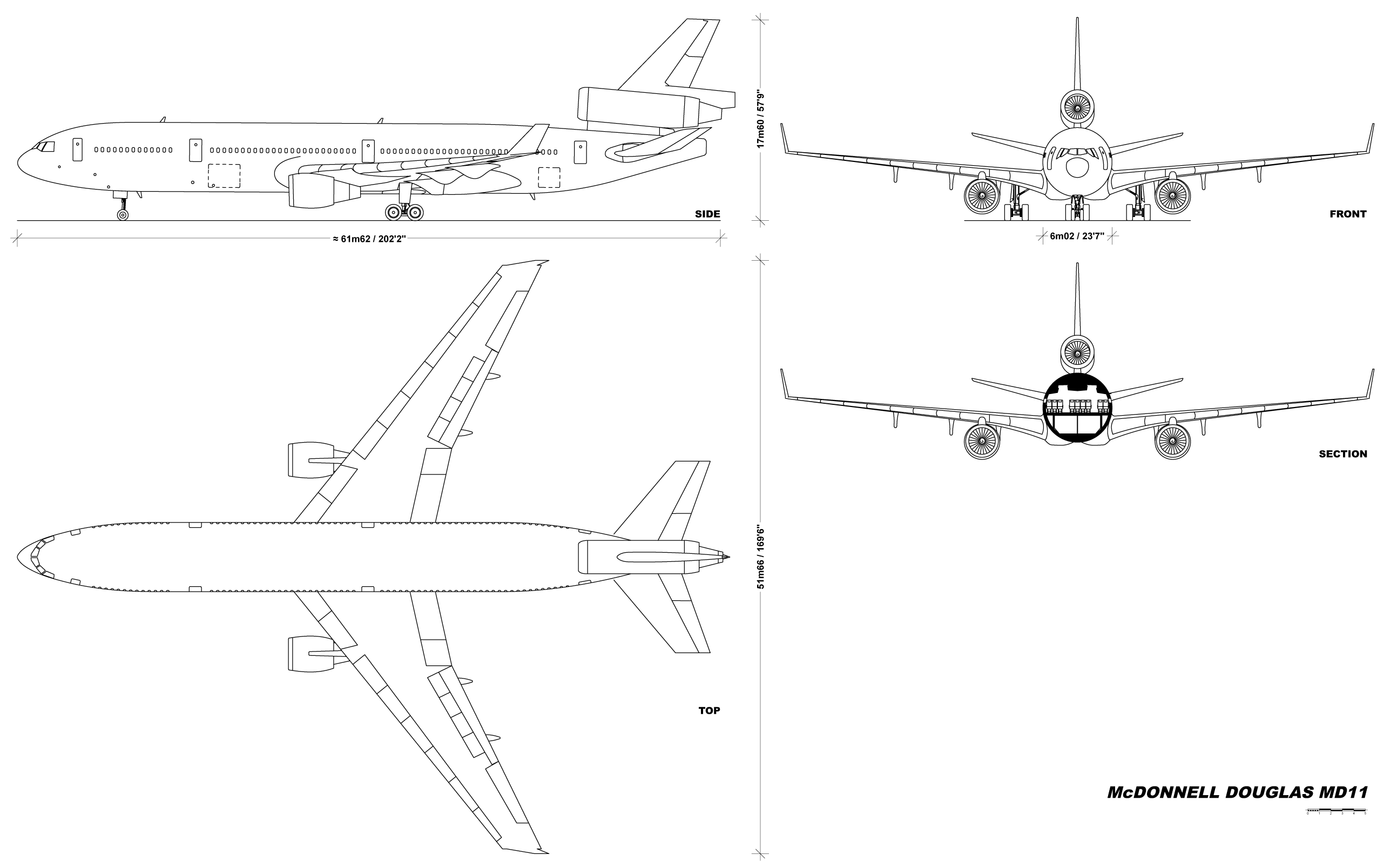
MD-11多角道視圖

|                     | MD-11（客機） | MD-11F（貨機） | MD-11C（客貨混合機） | MD-11ER（長距客機） |
| 載客量 （一級客艙） | 410 | 不適用 | 285 | 410 |
| 載客量 （二級客艙） | 323 | 不適用 | 204 | 323 |
| 最大起飛重量        | 602,555磅（273,314公斤） | 602,555磅（273,314公斤） | 620,350磅（283,700公斤） | 630,500磅（285,990公斤） |
| 最大續航距離        | 6,821海里（12,633公里） | 3,910海里（7,242公里） | 6,691海里（12,392公里） | 7,240海里（13,408公里） |
| 最高巡航速度        | 945 km/h（510海里） | 945 km/h（510海里） | 945 km/h（510海里） | 945 km/h（510海里） |
| 長度                | 61.21公尺（200呎10吋） | 61.21公尺（200呎10吋） | 61.21公尺（200呎10吋） | 61.21公尺（200呎10吋） |
| 翼展                | 51.66 公尺（169呎6吋） | 51.66 公尺（169呎6吋） | 51.66 公尺（169呎6吋） | 51.66 公尺（169呎6吋） |
| 高度                | 17.60 公尺（57呎9吋） | 17.60 公尺（57呎9吋） | 17.60 公尺（57呎9吋） | 17.60 公尺（57呎9吋） |
| 動力                | 三具267千牛（60,000磅）普惠PW4460引擎、或276千牛（62,000磅）普惠PW4462引擎、或274千牛（61,500磅）通用电器CF6-80C2D1F涡轮风扇发动机。 | 三具267千牛（60,000磅）普惠PW4460引擎、或276千牛（62,000磅）普惠PW4462引擎、或274千牛（61,500磅）通用电器CF6-80C2D1F涡轮风扇发动机。 | 三具267千牛（60,000磅）普惠PW4460引擎、或276千牛（62,000磅）普惠PW4462引擎、或274千牛（61,500磅）通用电器CF6-80C2D1F涡轮风扇发动机。 | 三具267千牛（60,000磅）普惠PW4460引擎、或276千牛（62,000磅）普惠PW4462引擎、或274千牛（61,500磅）通用电器CF6-80C2D1F涡轮风扇发动机。 |

## 交付情况
| 1990 | 1991 | 1992 | 1993 | 1994 | 1995 | 1996 | 1997 | 1998 | 1999 | 2000 | 2001 | 共计 |
| ---- | ---- | ---- | ---- | ---- | ---- | ---- | ---- | ---- | ---- | ---- | ---- | ---- |
| 3    | 31   | 42   | 36   | 17   | 18   | 15   | 12   | 12   | 8    | 4    | 2    | 200  |

## 重大事故
截至2017年6月，麥道MD-11共發生30宗事故，包括9宗全機損毀事故，共導致244人死亡。
- 1992年12月7日，中華航空012號班機（機身編號B-150，後來涉及中華航空642號班機空難）於串本町附近在33,000英尺飛行時因晴空亂流導致飛機下降，後來該機從下降中恢復水平飛行並繼續飛往安克雷奇國際機場。儘管該機在事故中失去水平尾翼，但仍順利降落[8]。
- 1993年4月6日，中国东方航空583號班機（注册号B-2171）从北京经上海飛往洛杉矶。於美国阿拉斯加州阿留申群岛南约950海里的太平洋上空飞行时，可能由于机组人员不慎碰到了飞机的前缘缝翼与襟翼控制杆，造成前缘缝翼伸出，导致飞机突然俯冲多次，最终备降在阿拉斯加安克雷奇国际机场。此次事故造成两名乘客死亡，149名乘客和7名机组成员受伤，其中一名乘客瘫瘓，一名空服员脑部重伤。事故中飞机结构没有受损，但机舱内部受损严重。
- 1995年9月15日，一架嘉魯達印尼航空MD-11（註冊編號：EI-CDJ）於大西洋上近航點GURKA（特內里費島以南約215公里）突然上升後下降。事故中無人傷亡[9]。
- 1997年6月8日，日本航空706號班機（註冊編號：JA8580）由香港飛往名古屋，在志摩半島上空因機師失誤而急速下降，造成15人受傷，其中一人於事發20個月後傷重不治。
- 1997年6月21日，嘉魯達印尼航空800號班機（EI-CDK）重飛時因機組人員失誤導致機尾擦地，後來該機被修復並重新投入服務[10]。

- 1997年7月31日，联邦快递14号班机（註冊编号：N611FE）於纽瓦克自由国际机场降落时因机长操作失误而坠毁、翻覆并起火，无人死亡，5人受伤。

- 1998年9月2日，瑞士航空111號班機（機身编号：HB-IWF），因头等舱加装的一套高级娱乐系统電路過熱造成短路，引起的火花点燃了聚对苯二甲酸乙二酯（PET）隔热层，再由PET隔热层点燃了其它东西。在火勢不斷加劇的情況下，机上的电子元件仅个别几个设备可正常运转，導致飞机失控衝入大西洋后粉碎性解体，全机229人无一生还。此次事件被拍攝成《空中浩劫》第一季第四集“Fire on Board”（Fire in the Sky）。

- 1998年9月10日，中国东方航空586號班機（註冊编号：B-2173）由上海经北京飞往洛杉矶，从上海虹桥国际机场起飞后不久因起落架故障返航，在前起落架控制失效的情况下紧急迫降在虹桥机场，全机137人生還，9人在撤离时受伤。此事故次年被拍摄成电影《紧急迫降》。

- 1999年4月15日，大韓航空6316號班機（註册编号：HL7373）于当天下午16时01分从上海虹桥机场起飞，飛往金浦國際機場。因机组人员错把要求的1500米高度理解成1500英尺贸然下降，導致飞机於莘庄坠毁，机上3人和地面5人遇难。由於飛機墜毀時猛烈撞擊地面，上海市地震局於同日下午4時04分35.2秒記錄到一次1.6級地震[11]。

- 1999年8月22日，香港正遭受颱風「森姆」侵襲，當晚中華航空642號班機（當時機身塗裝為華信航空，機身編號B-150），於香港國際機場降落時，因機身過度傾斜而使機翼觸及地面並折斷，繼而全機翻轉，機輪朝天，事件導致3人死亡，210多人受傷，也是香港國際機場啟用之後第一起空難意外。此次事件被香港電台拍攝成《火速救兵II》之「蓄勢待發」單元劇集。

- 1999年11月17日，聯邦快遞87号班机（英语：FedEx Express Flight 087）於蘇比克灣國際機場降落时因皮托管堵塞以及机组失误，导致飞机冲出跑道，随后坠毁于跑道尽头的海水中并断成数截后沉没。事故导致2人轻伤[12]。
- 2002年3月2日，達美航空129號班機（註冊編號：N803DE）於都柏林機場降落時因強風滑出跑道。左引擎雖嚴重受損，但所有人均生還[13]。

- 2009年3月23日，聯邦快遞80號班機（機身編號N526FE）為一架由廣州飛往日本東京的MD-11F。於成田國際機場降落時因強風導致降落失敗，左邊機翼觸及地面後起火，機翼折斷，全機翻覆在跑道旁，随机产生粉碎性爆炸并且全机焚化，事件中两名机组人员全部遇难。

- 2009年9月13日，德国汉莎货运航空8240號班機（编号D-ALCO）在墨西哥城国际机场硬着陆，无人受伤。检查后发现事故造成机身表层裂痕和前起落架弯曲[14]。

- 2009年11月28日，艾維特航空324號班機（MD-11F），在執行自上海浦东国际机场飞往吉尔吉斯斯坦比什凱克的飞行任務時，机尾擦地後衝出跑道坠毁并瞬間起火爆炸。機上7人中有3人证实死亡，而4个伤者中1人重伤，3人轻伤。[15][16]事後机场封闭出事的1號跑道及在旁的3号跑道，並造成多班在浦东机场起降的班機延誤。

- 2010年7月27日，德国汉莎货运航空8460號班機（英语：Lufthansa Cargo Flight 8460）（注册号D-ALCQ）由法兰克福国际机场飞往沙特阿拉伯哈立德国王国际机场，该机在降落时坠毁，机身解体成两段，2名机组人员受伤[17]。
- 2013年8月30日，马丁航空一架MD-11F（註冊編號：PW-MCW）於拉斐爾·赫南德茲機場（英语：Rafael Hernández Airport）起飛時一號引擎起火，後來起飛被取消。儘管機上無人傷亡，該機一號引擎嚴重受損[18]。
- 2013年11月24日，德國漢莎貨運航空8258號班機（註册编号：D-ALCE）於維拉科波斯國際機場（英语：Viracopos International Airport）降落時彈跳並觸地重飛，該機降落時嚴重損壞，後來被修復並重新投入服務[19]。
- 2016年2月13日，西部環球航空4425號班機（註冊編號：N545JN）從慕尼黑機場起飛，飛往沙卡國王國際機場。於哈拉雷國際機場（今羅伯特·穆加貝國際機場）加油時，機組人員因在地勤人員報告看到飛機上滴血後被捕，飛機亦被扣押。後來，搜索期間於飛機下部隔間中發現一具屍體[20][21][22]。據哈拉雷警方報告，這名男子可能是一名偷渡者，因缺氧而死亡。機組人員和飛機後來被釋放[21][23][24]。

- 2016年6月6日，联合包裹服务航空61號班機（朝鲜语：UPS 항공 61편 이륙 사고）（注册号N277UP）由仁川国际机场飞往安克雷奇国际机场，该机於起飛时冲出跑道，导致1、3号引擎脱离，前起落架断裂，所幸所有机组人员并无大碍[25][26]。

## 安全問題
自麥道MD-11推出以來，其飛行控制系統存在問題，並導致多起事故。其駕駛艙中的前緣縫翼及襟翼桿的初始設計容易於飛行中被機組人員意外移動，導致如中國東方航空583號班機事故。自1992年以來，該設計已獲修改。2000年代初，波音於FAA敦促下改進了飛行控制軟件，以減少劇烈俯仰的可能性。
麥克唐納-道格拉斯設計MD-11時，為了提高其燃油效益，將其重心設計得比其他商用飛機更遠。此外，MD-11的尾翼較DC-10小，水平尾翼中有一個燃油壓載箱，雖然提高了燃油效益，但被發現這會抑制MD-11的側風性能。這些設計特點，除令MD-11需比同類飛機快20－30節（35－55公里/小時）著陸，不但降低了其於起飛和着陸階段的錯誤範圍，更令其比更小的DC-10更難控制。針對以上原因，航空公司引入特殊培訓，幫助機組人員培訓及安全處理MD-11關鍵的飛行階段。

## 其他
- 在美國電影《浩劫重生》（Cast away）中，主角湯姆·漢克斯（Tom Hanks）所搭乘、因為遭遇不良天候而墜毀在太平洋中央的聯邦快遞（FedEx）貨機，即為一架MD-11F（其實是A300-600F）。

## 外部連結
- Airliners.net:McDonnell Douglas MD-11（页面存档备份，存于）